# Péter Gulyás
Péter Gulyás (4 de marzo de 1984, Veszprém, Hungría) fue un jugador profesional de balonmano. Su último equipo fue el MKB Veszprém KC.
Fue un componente de la selección de balonmano de Hungría.
Participó en el campeonato del mundo de balonmano de 2011 y los campeonatos de Europa de 2008 y 2010

## Clubes
- - MKB Veszprém KC (2000-2017)
- - Nagykanizsai Izzó SE (2002-2003)
- - Balatonfüredi KSE (2003-2005)

## Palmarés
- Nemzeti Bajnokság I
  - Campeón: 2001, 2002, 2003, 2004, 2005, 2006, 2008, 2009, 2010, 2011, 2012

- Copa de Hungría
  - Campeón:  2002, 2003, 2004, 2005, 2007, 2009, 2010, 2011, 2012
- Recopa de Europa
  - Campeón: 2008

### Selección nacional

#### Campeonato del Mundo Junior
- Medalla de Bronce en el Campeonato Mundial de Balonmano Masculino Junior de 2005.